# Goniodiscaster granuliferus
Goniodiscaster granuliferus är en sjöstjärneart som först beskrevs av Gray 1847.  Goniodiscaster granuliferus ingår i släktet Goniodiscaster och familjen Oreasteridae. Inga underarter finns listade i Catalogue of Life.